# Episodi di Record of Ragnarok

Logo originale della serie

A dicembre 2020, è stato annunciato che la serie riceverà un adattamento anime prodotto dalla Warner Bros. Japan e animata da Graphinica. È stato diretto da Masao Ōkubo, con la sceneggiatura scritta da Kazuyuki Fudeyasu, il character design di Masaki Saito e la musica composta da Yasuharu Takanashi. Concessa in licenza da Netflix, la serie è stato pubblicata globalmente il 17 giugno 2021 sul servizio di streaming. La sigla d'apertura è Kamigami (KAMIGAMI-神噛? lett. "Dei/Dio mordente") cantata dal gruppo Maximum the Hormone mentre quella di chiusura è Fukashi (不可避? lett. "Inevitabile") cantata da SymaG.
Una seconda stagione è stata annunciata nel corso dell'agosto 2021. I membri principali dello staff della prima stagione sono tornati a ricoprire i medesimi ruoli, con Yumeta Company che produce la serie insieme a Graphinica e Yuka Yamada che scrive le sceneggiature insieme a Fudeyasu. La stagione è composta da 15 episodi, con i primi 10 usciti il 26 gennaio 2023, mentre i restanti 5 verranno resi disponibili nel corso dello stesso anno. La sigla d'apertura è Rude, Loose Dance (ルードルーズダンス?, Rūdo Rūzu Dansu) di Minami mentre quella di chiusura è Inori (祈? lett. "Preghiera") di Masatoshi Ono.
La terza stagione è stata annunciata a marzo 2025 e sarà trasmessa a dicembre dello stesso anno.
Il doppiaggio italiano è stato curato da Iyuno - SDI Group sotto la direzione di Daniela Inserra. L'adattamento dei dialoghi dell'edizione italiana è stato effettuato da Federica Cappellanti e Ludovica Doni (stagione 1), Marco Liguori e Rebecca Ruco (stagione 2).

## Prima Stagione (2021)
| Nº | Titolo italiano Giapponese 「Kanji」 - Rōmaji | In onda        | In onda        |
| Nº | Titolo italiano Giapponese 「Kanji」 - Rōmaji | Giapponese     | Italiano       |
| 1  | Il Ragnarok 「ラグナロク」 - Ragunaroku | 17 giugno 2021 | 17 giugno 2021 |
| 1  | Al Concilio del Valhalla, gli dei si riuniscono dopo 1000 anni dall'ultimo incontro e decidono che l'umanità è irredimibile e deve essere distrutta. Brunilde, leader delle Valchirie, si oppone alla decisione e propone agli dei di dimostrare la loro misericordia e il loro potere mettendo alla prova l'umanità con il Ragnarok, una competizione in cui tredici umani e tredici dei si affrontarono in battaglie uno contro uno fino alla morte e il primo a ottenere sette vittorie vince, gli dei distruggeranno l'umanità in caso di vittoria, altrimenti, l'umanità sarà stata risparmiata per altri 1000 anni in caso di vittoria Il giorno fatidico inizia con gli dei che schierano il più forte dio norreno e signore del tuono, Thor, mentre il rappresentante umano è il più potente di tutti gli eroi cinesi, Lü Bu, il loro combattimento inizia con entrambi gli avversari che combattono a piena forza                                                                                                 |                |                |
| 2  | Un valente avversario 「好敵手」 - Kōtekishu | 17 giugno 2021 | 17 giugno 2021 |
| 2  | Flashback: un giorno qualunque ad Asgard venne interrotto da un attacco di 66 giganti che distrussero le alte mura della città, ma furono sconfitti da un annoiato Thor, in quanto non erano alla sua altezza Gli dei sono sorpresi che Lü Bu costringa Thor a combattere seriamente contro di lui. Quando l'arma di Lü Bu devia il Martello di Thor, gli dei scoprono che Lü Bu è anche dotato di un'arma divina, in quanto riesce a ferire il dio Flashback: vengono rivelati anche dettagli del passato di Lü Bu, incluso il fatto che, a differenza della storia ufficiale, Lü Bu si è arreso ai suoi nemici dopo aver capito che non c'è nessun altro abbastanza forte per combatterlo. |                |                |
| 3  | Mossa letale 「必殺技」 - Hissatsu waza | 17 giugno 2021 | 17 giugno 2021 |
| 3  | Flashback: prima del Ragnarok, Brunilde chiame le altre undici valchirie e chiede alla quarta sorella, Randgriz di aiutare Lü Bu trasformandosi in un'arma sacra per lui: la sua lancia e grazie al potere della valchiria può distruggere ogni difesa. Mentre Lü Bu riesce a ferire nuovamente Thor, Zeus conferma che le Valchirie si stanno ribellando agli dei, ma è entusiasta della sfida che ciò comporta. Brunilde, insieme a Göll la minore delle valchirie vengono informate dell'elenco completo dei partecipanti al Ragnarok. Thor, decide di togliersi i pesanti guanti con cui ha tenuto finora il suo martello Mjöllnir, rivelando che servivano a limitare la sua forza e si prepara a infliggere il colpo di grazia a Lü Bu. |                |                |
| 4  | È stato un piacere 「歓喜」 - Kanki | 17 giugno 2021 | 17 giugno 2021 |
| 4  | Le gambe di Lü Bu si spezzano sotto la potenza dell'attacco di Thor e il suo fidato destriero, Lepre Rossa, appare a supportarlo, ma lo scontro è deciso quando l'arma di Lü Bu si rompe e Randgriz torna alla sua forma normale. Sconfitto, Lü Bu si rallegra di aver finalmente affrontato un degno avversario e corre verso la morte. Thor decapita Lü Bu con il suo martello, suggellando la prima vittoria degli dei. |                |                |
| 5  | FILE N. 00000000001 「File No.00000000001」 | 17 giugno 2021 | 17 giugno 2021 |
| 5  | Dopo la morte di Lü Bu, il suo esercito guidato da Chen Gong e Lepre Rossa attacca Thor, che li uccide in segno di rispetto per il suo avversario caduto. Göll, apprende da Brunilde che le anime di Lü Bu e Randgriz sono state distrutte, quindi non possono essere resuscitate. Arrabbiato perché Brunilde non mostra alcuna tristezza per la sorte della sorella, Göll la rimprovera, ma Brunilde le urla contro affermando che non si può uccidere un dio se ci si comporta con tristezza. Brunilde sceglie Adamo, il padre di tutta l'umanità, come rappresentante umano per il secondo incontro, ma mentre Shiva, il dio indù più forte, era stato originariamente scelto come suo avversario, Zeus interviene e prende il suo posto, con grande sorpresa di Brunilde. |                |                |
| 6  | Il grande imitatore 「華麗なる模倣」 - Karei naru mohō | 17 giugno 2021 | 17 giugno 2021 |
| 6  | Zeus convince Shiva a cedere il suo turno, Adamo viene equipaggiato con un tirapugni contenente lo spirito della settima Valchiria, Reginleif, mentre Zeus decide di combattere a mani nude, diventando improvvisamente più grande e forzuto. Inizialmente Zeus è in vantaggio, finché Adamo non usa la sua percezione potenziata per schivare e copiare tutti gli attacchi del nemico, sorprendendo la folla quando inizia a contrattaccare e a stendere Zeus a terra. Flashback Zeus ricorda quando sconfisse il padre Chrono, scomunicandolo come padre, ma rispettandolo come guerriero e creando la sua tecnica più letale Zeus usa in suo pugno che blocca il tempo, ma Adamo riesce anche stavolta a contrattaccare |                |                |
| 7  | La cacciata del Paradiso 「楽園追放」 - Rakuen tsuihō | 17 giugno 2021 | 17 giugno 2021 |
| 7  | Sugli spalti degli dei Ermes spiega a suo fratello Ares, che Adamo è riuscito a copiare l'attacco del padre e schivarlo prima che lo colpisca, infastidendo il secondo Mentre Adamo continua a sopraffare Zeus, mandandolo a tappeto, Brunilde commenta che la forza di Adamo deriva dal suo rancore, dal suo odio per gli dei. Flashback: sia Adamo che sua moglie Eva furono banditi dal paradiso dopo che lei fu falsamente accusata di aver mangiato il frutto proibito, accettando il loro esilio dopo aver ucciso il Serpente per aver incriminato Eva dopo che lei aveva rifiutato le sue avances, inoltre prima di andarsene Adamo lo menomò di tutti gli arti Zeus chiede ad Adamo perchè combatte, dopo aver capito che non odia gli dei e questi gli risponde per proteggere gli uomini che considera tutti suoi figli (facendo commuovere tutti gli umani che assistono). Proprio quando la battaglia è quasi decisa, Zeus mostra la sua vera forma e Adamo smette di attaccare rendendosi conto del pericolo. |                |                |
| 8  | Grazia che abbonda 「あふれる愛」 - Afureru ai | 17 giugno 2021 | 17 giugno 2021 |
| 8  | Zeus assume la sua forma definitiva, la forma di Adamas, che a differenze delle precedenti è meno minacciosa . Tuttavia, Adamo alla fine si adatta alla forza del suo avversario e riprende il sopravvento, trasformandosi in una gara di resistenza, ma poco prima che infligga il colpo di grazia, muore a causa dell'uso eccessivo del suo potere e la sua anima svanisce insieme a quella di Reginleif, ma a differenza di Zeus che cade a terra un'altra volta (ammettendo di essere stato messo in difficoltà), lui resta in piedi. Nonostante la sconfitta, gli umani tra il pubblico celebrano l'esempio di Adamo ed esprimono la loro volontà di sfidare gli dei e vincere il Ragnarok. Göll scopre che a causa della völundr Reginleif è morta anche se non è mai stata danneggiata Per il terzo incontro, Poseidone, il dio greco del mare, viene scelto per combattere dalla parte degli dei, mentre un anziano Kojiro Sasaki appare e si offre come suo avversario.                                           |                |                |
| 9  | Il tiranno dei mari 「大海の暴君」 - Taikai no bōkun | 17 giugno 2021 | 17 giugno 2021 |
| 9  | Poseidone scende in campo facendo capire che anche gli dei lo temono, mentre gli umani sono dubbiosi su Sasaki. Stranamente nessuno dei due inizia a combattere. Brunilde spiega che Sasaki è abile nell'anticipare le mosse dell'avversario Flashback viene spiegato che Poseidone uccise il fratello maggiore Adamas quando decise di ribellarsi a Zeus Sasaki finisce per sedersi per terra dato che l'avversario non fa una mossa |                |                |
| 10 | Il perdente più forte 「最強の敗者」 - Saikyō no haisha | 17 giugno 2021 | 17 giugno 2021 |
| 10 | Flashback viene rivelato il passato di Sasaki che sin da giovane affrontava diversi grandi spadaccini uscendone però sconfitto, ma accumulando esperienza Sasaki attacca obbligando Poseidone a incrociare il suo sguardo prima di essere ferito |                |                |
| 11 | Lo sguardo della rondine verso l'abisso 「燕が見た深淵」 - Tsubame ga mita shin'en | 17 giugno 2021 | 17 giugno 2021 |
| 11 | Gli dei esultano Poseidone, ma questi li guarda storto incutendogli terrore, ritenendogli feccia, cosa che Sasaki non approva, definendo gli dei esseri tristi. Sasaki para tutti gli attacchi successivi, finendo però per rompere la sua spada, ma vede Musashi tra gli spettatori Flashback: Sasaki pensa al giorno in cui affronto e fu ucciso da Musashi, sapendo che avrebbe perso, ma divertendosi fino alla fine con l'avversario e raggiungendo la massima felicità Sasaki afferra la parte spezzata della spada nell'altra mano e inizia a bombardare Poseidone di domande, capendo che non rispetta il prossimo e grazie della doppia personalità della valchiria Hrist ottiene due katane |                |                |
| 12 | E il Ragnarok continua 「そしてラグナロクはつづく」 - Soshite Ragunaroku wa tsuzuku | 17 giugno 2021 | 17 giugno 2021 |
| 12 | Anche grazie alle nuove spade Sasaki è in difficoltà, ma incoraggiato dai presenti, menoma l'avversario di entrambe le braccia e lo uccide tagliandolo in due, sbalordendo i presenti e regalando la prima vittoria agli umani e sua personale, Hrist tornata normale lo accompagna fuori Gli dei sono furiosi e Zeus specialmente dice che il prossimo a combattere e vendicare la sconfitta sarà un dio greco Il quarto incontro in una ricostruzione della città di Londra è tra il dio della giustizia Ercole per gli dei e il serial killer Jack lo squartatore con grande disgusto per gli umani |                |                |

## Seconda Stagione (2023)
| Nº            | Titolo italiano Giapponese 「Kanji」 - Rōmaji                                      | In onda         | In onda         |
| Nº            | Titolo italiano Giapponese 「Kanji」 - Rōmaji                                      | Giapponese      | Italiano        |
| Prima parte   |                                                                                    |                 |                 |
| 1             | La battaglia tra il bene e il male 「正義VS悪!」 - Seigi vs. aku                   | 26 gennaio 2023 | 26 gennaio 2023 |
| 2             | L'indomabile dio della guerra 「不屈の闘神」 - Fukutsu no tōshin                   | 26 gennaio 2023 | 26 gennaio 2023 |
| 3             | Il ponte di Londra 「怪物の誕生」 - Kaibutsu no tanjō                              | 26 gennaio 2023 | 26 gennaio 2023 |
| 4             | L'ultima fatica 「最後の御業」 - Saigo no miwaza                                   | 26 gennaio 2023 | 26 gennaio 2023 |
| 5             | Requiem 「鎮魂」 - Chinkon                                                         | 26 gennaio 2023 | 26 gennaio 2023 |
| 6             | Conflitti 「それぞれの思惑」 - Sorezore no omowaku                                 | 26 gennaio 2023 | 26 gennaio 2023 |
| 7             | I 100 blocchi 「百閉」 - Hyakuhei                                                  | 26 gennaio 2023 | 26 gennaio 2023 |
| 8             | La vetta dei 1116 「１１１６の天辺」 - Senhyakujūroku no teppen                    | 26 gennaio 2023 | 26 gennaio 2023 |
| 9             | Risonanza 「共鳴」 - Kyōmei                                                        | 26 gennaio 2023 | 26 gennaio 2023 |
| 10            | L'orlo del baratro 「崖っぷち」 - Gakeppuchi                                       | 26 gennaio 2023 | 26 gennaio 2023 |
| Seconda parte |                                                                                    |                 |                 |
| 11            | Sesto incontro 「第６回戦」 - Dai 6-kaisen                                         | 12 luglio 2023  | 12 luglio 2023  |
| 12            | Zero 「零」 - Rei                                                                  | 12 luglio 2023  | 12 luglio 2023  |
| 13            | La pubertà più forte della storia 「史上最強の思春期」 - Shijō saikyō no shishunki | 12 luglio 2023  | 12 luglio 2023  |
| 14            | La leggenda degli inferi 「冥界の伝説」 - Meikai no densetsu                       | 12 luglio 2023  | 12 luglio 2023  |
| 15            | La via della luce 「光の道」 - Hikari no michi                                     | 12 luglio 2023  | 12 luglio 2023  |